# John L. Lewis
John Llewellyn Lewis (Cleveland, 12 de fevereiro de 1880 – Alexandria, 11 de junho de 1969) foi um líder trabalhista estadunidense que serviu como presidente da United Mine Workers of America (UMW) de 1920 a 1960. 

## Carreira
Um personagem importante na história da mineração de carvão, foi a força motriz da fundação do Congresso de Organizações Industriais (COI), que criou o United Steel Workers of America e ajudou a organizar milhões de outros trabalhadores industriais na década de 1930, durante a Grande Depressão. Depois de renunciar ao cargo de chefe do COI em 1941, Lewis retirou o United Mine Workers do COI em 1942 e em 1944 levou o sindicato para a Federação Americana do Trabalho (FAT).
Um liberal, ele desempenhou um papel importante ao ajudar o democrata Franklin D. Roosevelt a obter uma vitória esmagadora para a presidência dos EUA em 1936. Ele era um isolacionista e rompeu com Roosevelt em 1940 por causa da política externa antinazista de Roosevelt. Lewis foi um dos líderes mais polêmicos e inovadores da história do trabalho, ganhando crédito por transformar os sindicatos industriais do CIO em uma potência política e econômica que rivalizava com a FAT. Mas durante a Segunda Guerra Mundial, ele foi amplamente criticado por chamar uma greve nacional do carvão nacional, que os críticos acreditavam ser prejudiciais à economia americana e ao esforço de guerra.
Sua enorme cabeça leonina, sobrancelhas de floresta, mandíbula firme, voz poderosa e carranca sempre presente emocionaram seus apoiadores, irritaram seus inimigos e encantaram os cartunistas. Os mineiros de carvão por 40 anos o saudaram como seu líder, a quem eles atribuíram altos salários, pensões e benefícios médicos. Depois que seu sucessor morreu logo após assumir o cargo, Lewis escolheu Tony Boyle, um mineiro de Montana, para assumir a presidência do sindicato em 1963.
Presidiu uma organização de mineiros dos Estados Unidos entre 1920 e 1960.